# بولشوی یوگان
بولشوی یوگان (به لاتین: Bolshoy Yugan) یک رود در روسیه است که در ناحیه خودگردان خانتی-مانسی واقع شده‌است.